# Johann Scheringer

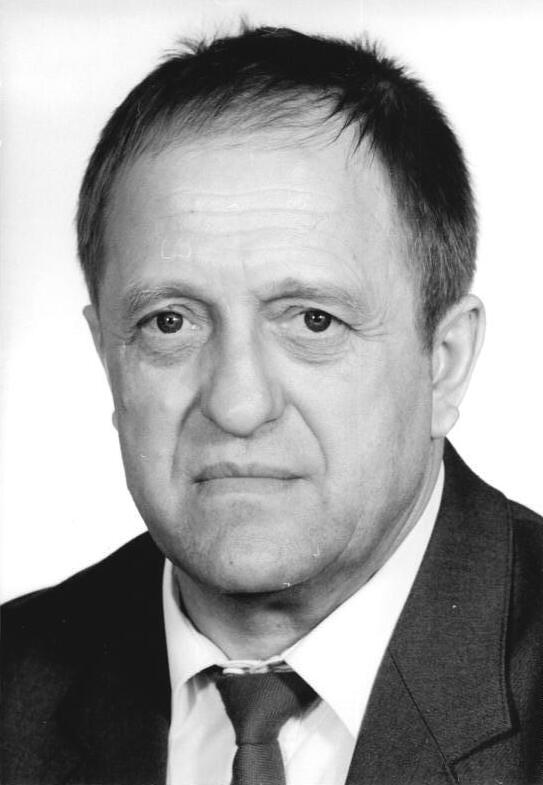
Offizielles Porträt zur Volkskammerwahl 1990

Johann Scheringer (* 12. Juli 1936 in Kösching) ist ein ehemaliger Landespolitiker in Mecklenburg-Vorpommern. Nach seiner Tätigkeit als Abgeordneter der PDS während der 10. Wahlperiode der Volkskammer vertrat er seine Partei und ihre Nachfolgeparteien von 1990 bis 2002 im Landtag von Mecklenburg-Vorpommern, dabei zeitweise als Fraktionsvorsitzender bzw. als 2. Vizepräsident des Landtages.

## Leben
Johann Scheringer wurde als eines von elf Kindern des Landwirts Richard Scheringer in Kösching geboren. Sein Bruder Konrad Scheringer wurde ebenfalls LPG-Vorsitzender und später PDS-Landtagsabgeordneter. Nach dem Besuch der Volksschule, in der er unter anderem 4 Jahre von Nonnen unterrichtet wurde, wechselte er nach dem Krieg noch zur Oberrealschule nach Ingolstadt. Danach nahm Scheringer eine landwirtschaftliche Lehre auf und besuchte unter anderem die landwirtschaftliche Winterschule in Ingolstadt. Bis 1961 arbeitete er als Gehilfe auf dem elterlichen Dürrnhof. Durch ein kommunistisches Elternhaus geprägt, sah Scheringer in der Errichtung von LPGen die Zukunft der Landwirtschaft und siedelte 1961 in die ihm, nicht zuletzt durch seinen Vater, wohlgesinnte DDR über. Er bekam die Möglichkeit, von 1961 bis 1964 an der LPG-Hochschule in Meißen ein Studium zu absolvieren. Während des Studiums wurde er dabei 1963 in die SED aufgenommen.
Nach dem Studium holte ihn Ernst Wulf in die LPG „Recknitztal“ Semlow nach Vorpommern, wo er sofort Leiter der Schweineproduktion wurde, welcher er bis 1972 blieb. Danach übernahm Scheringer bis 1990 zunächst die Semlower LPG als Vorsitzender, später leitete er die LPGen in Trinwillershagen bzw. Eixen.
Bis zur politischen Wende eher als landwirtschaftlicher Praktiker unterwegs, kandidierte Scheringer, mittlerweile PDS-Mitglied, für die ersten freien Volkskammerwahlen am 18. März 1990. Er zog durch den oberen Listenplatz 3 auf der Liste des Bezirkes Rostock in die Volkskammer ein, schied jedoch nach deren Auflösung aus der Bundespolitik aus. Scheringer widmete sich nun der Landespolitik und kandidierte zu den Landtagswahlen am 14. Oktober 1990 wiederum für die PDS. Als einer von 12 Abgeordneten zog er in den Schweriner Landtag ein. Von seiner Fraktion wurde er für die erste Wahlperiode zu ihrem Vorsitzenden gewählt. In der 2. Landtagswahlperiode von 1994 bis 1998 wählte ihn der Landtag zum 2. Vizepräsident des Landtages. In der 3. Landtagswahlperiode von 1998 bis 2002 leitete Scheringer den Landwirtschaftsausschuss.
Kurz nach seinem 70. Geburtstag wurde Scheringer, der sich vorher schon aus der Politik zurückgezogen hatte, Unternehmer und gründete die Ölmühlen GmbH Nordost mit Sitz in seiner früheren LPG in Semlow. Dort wird vorwiegend Rapsöl hergestellt. Des Weiteren engagiert er sich ehrenamtlich als Vorsitzender des Vereins zur Erhaltung des Gedenkens der Bücherverbrennung, ist Mitglied im VVN-BdA und Mitglied im wissenschaftlichen Beirat der Thünengesellschaft.
Johann Scheringer lebt in Camitz.